# 舊沃羅布伊
50°53′10″N 29°24′4″E / 50.88611°N 29.40111°E
舊沃羅布伊（烏克蘭語：Старі Вороб'ї）是烏克蘭北部的村莊，隸屬日托米爾州的科羅斯滕區。該村面積1.15平方公里，海拔高度164米，2001年人口170，人口密度每平方公里147.31人。